# Міжнародна дорадча рада
Міжнаро́дна дора́дча ра́да — консультативно-дорадчий орган при Президентові України, який має сприяти впровадженню реформ в Україні на основі найкращого міжнародного досвіду.

## Статус
Утворена 16 грудня 2015 року згідно з Указом Президента України № 706/2015.
Указом затверджено Положення про Міжнародну дорадчу раду, а також її персональний склад. Головою Ради є Президент України Петро Порошенко, його заступником — Глава Адміністрації Президента Борис Ложкін. До роботи у складі ради запрошено досвідчених авторитетних міжнародних діячів — це, зокрема, Карл Більдт, Ентоні Блер, Елмар Брок, Мікулаш Дзурінда, Ентоні Ебботт, Александр Кваснєвський, Бернар-Анрі Леві, Андерс Ослунд, Андерс Фог Расмуссен, Штефан Фюле.

## Мета
Основними завданнями Ради визначено обговорення проблем розвитку держави та найважливіших аспектів зовнішніх зносин, вироблення за результатами обговорення відповідних рекомендацій; обговорення процесу впровадження в Україні реформ, підготовка пропозицій і рекомендацій щодо визначення напрямів та механізмів здійснення в Україні реформ на основі найкращого міжнародного досвіду; подання пропозицій щодо розгляду питань на засіданнях Національної ради реформ та інших консультативно-дорадчих органів, утворених Президентом України.